# Liberato Cacace
Liberato Giampaolo Cacace (Wellington, 27 settembre 2000) è un calciatore neozelandese, difensore del Wrexham e della nazionale neozelandese.

## Biografia
È figlio di Luisa, neozelandese con ascendenze italiane, e Antonio Cacace, emigrato italiano originario di Massa Lubrense (NA).

## Caratteristiche tecniche
È un terzino sinistro dotato di una buona velocità e una discreta tecnica di base, possiede una buona precisione nel cross e nel passaggio. Risulta più efficace in fase offensiva anche se dà un buon contributo anche in fase difensiva.

## Carriera

### Club

#### Inizi in Nuova Zelanda
Cresciuto nelle giovanili dell'Island Bay Utd, a 16 anni si trasferisce al Wellington Phoenix. Dopo un anno e mezzo nella squadra riserve, il 2 febbraio 2018 esordisce con la prima squadra (oltreché tra i professionisti) nella sconfitta per 4-0 contro il Sydney FC. A partire dalla stagione 2018-2019 si afferma come titolare sulla fascia sinistra del club.

#### Sint-Truiden
Il 27 agosto 2020 viene acquistato dal Sint-Truiden.

#### Empoli
Il 31 gennaio 2022 viene ceduto all'Empoli con la formula del prestito con obbligo di riscatto condizionato. Il 6 febbraio successivo debutta in Serie A in occasione del pareggio per 0-0 contro il Bologna, partita in cui entra a gara in corso, diventando il primo giocatore neozelandese a competere nella massima serie italiana.
A fine stagione viene riscattato dai toscani. L’8 dicembre 2024 segna il suo primo gol in Serie A nel successo per 1-4 in casa dell'Hellas Verona; al contempo è diventato il primo calciatore neozelandese ad avere realizzato una rete nella massima serie italiana. L'11 gennaio 2025 va nuovamente a segno nella sconfitta interna contro il Lecce (1-3).

#### Wrexham
Il 18 luglio 2025, Cacace viene acquistato a titolo definitivo dal Wrexham, nella Championship inglese, con cui firma un contratto triennale.

### Nazionale

#### Nazionali giovanili e olimpica
Con la Nazionale Under-20 neozelandese ha preso parte al Campionato mondiale di calcio Under-20 2019. Convocato ai Giochi Olimpici di Tokyo 2020, il 25 luglio 2021, nello stadio di Kashima, al 10' del primo tempo dell'incontro contro l'Honduras ha segnato con un tiro al volo di sinistro da quasi trenta metri terminato sotto l'incrocio dei pali alla sinistra del portiere.

#### Nazionale maggiore
Il 5 giugno 2018 fa il suo esordio in nazionale maggiore nel successo per 1-0 in amichevole contro il Taipei cinese.
Il 27 marzo 2022 segna il suo primo gol in nazionale, decisivo per l'1-0 contro Tahiti.
Il 22 marzo 2024 indossa per la prima volta la fascia di capitano nell'amichevole persa 1-0 contro l'Egitto.

## Statistiche

### Presenze e reti nei club
Statistiche aggiornate al 24 maggio 2025.
| Stagione                  | Squadra                   | Campionato                | Campionato | Campionato | Coppe nazionali | Coppe nazionali | Coppe nazionali | Coppe europee | Coppe europee | Coppe europee | Altre coppe | Altre coppe | Altre coppe | Totale | Totale | Totale |
| Stagione                  | Squadra                   | Comp                      | Pres       | Reti       | Comp            | Pres            | Reti            | Comp          | Pres          | Reti          | Comp        | Pres        | Reti        | Pres   | Reti   |        |
| ------------------------- | ------------------------- | ------------------------- | ---------- | ---------- | --------------- | --------------- | --------------- | ------------- | ------------- | ------------- | ----------- | ----------- | ----------- | ------ | ------ | ------ |
| 2017-2018                 | Wellington Phoenix        | AL                        | 7          | 0          | CA              | -               | -               | -             | -             | -             | -           | -           | -           | 7      | 0      |        |
| 2018-2019                 | Wellington Phoenix        | AL                        | 25+1       | 1+0        | CA              | 1               | 0               | -             | -             | -             | -           | -           | -           | 27     | 1      |        |
| 2019-2020                 | Wellington Phoenix        | AL                        | 24+1       | 3+0        | CA              | 1               | 0               | -             | -             | -             | -           | -           | -           | 26     | 3      |        |
| Totale Wellington Phoenix | Totale Wellington Phoenix | Totale Wellington Phoenix | 56+2       | 4          |                 | 2               | 0               |               | -             | -             |             | -           | -           | 60     | 4      |        |
| 2020-2021                 | Sint-Truiden              | PL                        | 27         | 0          | CB              | 1               | 0               | -             | -             | -             | -           | -           | -           | 28     | 0      |        |
| 2021-gen. 2022            | Sint-Truiden              | PL                        | 23         | 0          | CB              | 0               | 0               | -             | -             | -             | -           | -           | -           | 23     | 0      |        |
| Totale Sint-Truiden       | Totale Sint-Truiden       | Totale Sint-Truiden       | 50         | 0          |                 | 1               | 0               |               | -             | -             |             | -           | -           | 51     | 0      |        |
| gen.-giu. 2022            | Empoli                    | A                         | 10         | 0          | CI              | -               | -               | -             | -             | -             | -           | -           | -           | 10     | 0      |        |
| 2022-2023                 | Empoli                    | A                         | 12         | 0          | CI              | 0               | 0               | -             | -             | -             | -           | -           | -           | 12     | 0      |        |
| 2023-2024                 | Empoli                    | A                         | 31         | 0          | CI              | 1               | 0               | -             | -             | -             | -           | -           | -           | 32     | 0      |        |
| 2024-2025                 | Empoli                    | A                         | 33         | 2          | CI              | 6               | 0               | -             | -             | -             | -           | -           | -           | 39     | 2      |        |
| Totale Empoli             | Totale Empoli             | Totale Empoli             | 86         | 2          |                 | 7               | 0               |               | -             | -             |             | -           | -           | 93     | 2      |        |
| Totale Carriera           | Totale Carriera           | Totale Carriera           | 194        | 6          |                 | 10              | 0               |               | -             | -             |             | -           | -           | 204    | 6      |        |

### Cronologia presenze e reti in nazionale
| Cronologia completa delle presenze e delle reti in nazionale ― Nuova Zelanda | Cronologia completa delle presenze e delle reti in nazionale ― Nuova Zelanda | Cronologia completa delle presenze e delle reti in nazionale ― Nuova Zelanda | Cronologia completa delle presenze e delle reti in nazionale ― Nuova Zelanda | Cronologia completa delle presenze e delle reti in nazionale ― Nuova Zelanda | Cronologia completa delle presenze e delle reti in nazionale ― Nuova Zelanda | Cronologia completa delle presenze e delle reti in nazionale ― Nuova Zelanda | Cronologia completa delle presenze e delle reti in nazionale ― Nuova Zelanda |
| Data                                                                         | Città                                                                        | In casa                                                                      | Risultato                                                                    | Ospiti                                                                       | Competizione                                                                 | Reti                                                                         | Note                                                                         |
| ---------------------------------------------------------------------------- | ---------------------------------------------------------------------------- | ---------------------------------------------------------------------------- | ---------------------------------------------------------------------------- | ---------------------------------------------------------------------------- | ---------------------------------------------------------------------------- | ---------------------------------------------------------------------------- | ---------------------------------------------------------------------------- |
| 5-6-2018                                                                     | Mumbai                                                                       | Taipei cinese                                                                | 0 – 1                                                                        | Nuova Zelanda                                                                | Amichevole                                                                   | -                                                                            | 90+6’                                                                        |
| 7-6-2018                                                                     | Mumbai                                                                       | India                                                                        | 1 – 2                                                                        | Nuova Zelanda                                                                | Amichevole                                                                   | -                                                                            |                                                                              |
| 14-11-2019                                                                   | Dublino                                                                      | Irlanda                                                                      | 3 – 1                                                                        | Nuova Zelanda                                                                | Amichevole                                                                   | -                                                                            |                                                                              |
| 9-10-2021                                                                    | Riffa                                                                        | Nuova Zelanda                                                                | 2 – 1                                                                        | Curaçao                                                                      | Amichevole                                                                   | -                                                                            | 90+6’                                                                        |
| 12-10-2021                                                                   | Riffa                                                                        | Bahrein                                                                      | 0 – 1                                                                        | Nuova Zelanda                                                                | Amichevole                                                                   | -                                                                            |                                                                              |
| 16-11-2021                                                                   | Abu Dhabi                                                                    | Nuova Zelanda                                                                | 2 – 0                                                                        | Gambia                                                                       | Amichevole                                                                   | -                                                                            | 90+5’                                                                        |
| 24-3-2022                                                                    | Doha                                                                         | Nuova Zelanda                                                                | 7 – 1                                                                        | Nuova Caledonia                                                              | Qual. Mondiali 2022                                                          | -                                                                            | 71’                                                                          |
| 27-3-2022                                                                    | Doha                                                                         | Nuova Zelanda                                                                | 1 – 0                                                                        | Tahiti                                                                       | Qual. Mondiali 2022                                                          | 1                                                                            |                                                                              |
| 5-6-2022                                                                     | Cornellà de Llobregat                                                        | Perù                                                                         | 1 – 0                                                                        | Nuova Zelanda                                                                | Amichevole                                                                   | -                                                                            |                                                                              |
| 14-6-2022                                                                    | Al Rayyan                                                                    | Costa Rica                                                                   | 1 – 0                                                                        | Nuova Zelanda                                                                | Qual. Mondiali 2022                                                          | -                                                                            |                                                                              |
| 22-9-2022                                                                    | Brisbane                                                                     | Australia                                                                    | 1 – 0                                                                        | Nuova Zelanda                                                                | Amichevole                                                                   | -                                                                            | 46’                                                                          |
| 25-9-2022                                                                    | Auckland                                                                     | Nuova Zelanda                                                                | 0 – 2                                                                        | Australia                                                                    | Amichevole                                                                   | -                                                                            | 79’                                                                          |
| 23-3-2023                                                                    | Auckland                                                                     | Nuova Zelanda                                                                | 0 – 0                                                                        | Cina                                                                         | Amichevole                                                                   | -                                                                            |                                                                              |
| 26-3-2023                                                                    | Wellington                                                                   | Nuova Zelanda                                                                | 2 – 1                                                                        | Cina                                                                         | Amichevole                                                                   | -                                                                            |                                                                              |
| 16-6-2023                                                                    | Solna                                                                        | Svezia                                                                       | 4 – 1                                                                        | Nuova Zelanda                                                                | Amichevole                                                                   | -                                                                            |                                                                              |
| 19-6-2023                                                                    | Ritzing                                                                      | Qatar                                                                        | 0 – 1                                                                        | Nuova Zelanda                                                                | Amichevole                                                                   | -                                                                            |                                                                              |
| 13-10-2023                                                                   | Murcia                                                                       | Nuova Zelanda                                                                | 1 – 1                                                                        | RD del Congo                                                                 | Amichevole                                                                   | -                                                                            | 79’                                                                          |
| 17-10-2023                                                                   | Londra                                                                       | Australia                                                                    | 2 – 0                                                                        | Nuova Zelanda                                                                | Amichevole                                                                   | -                                                                            |                                                                              |
| 17-11-2023                                                                   | Atene                                                                        | Grecia                                                                       | 2 – 0                                                                        | Nuova Zelanda                                                                | Amichevole                                                                   | -                                                                            |                                                                              |
| 21-11-2023                                                                   | Dublino                                                                      | Irlanda                                                                      | 1 – 1                                                                        | Nuova Zelanda                                                                | Amichevole                                                                   | -                                                                            |                                                                              |
| 22-3-2024                                                                    | Il Cairo                                                                     | Egitto                                                                       | 1 – 0                                                                        | Nuova Zelanda                                                                | Amichevole                                                                   | -                                                                            | cap.                                                                         |
| 26-3-2024                                                                    | Il Cairo                                                                     | Nuova Zelanda                                                                | 0 – 0 (2 – 4 dtr)                                                            | Tunisia                                                                      | Amichevole                                                                   | -                                                                            | cap. 90+4’                                                                   |
| 21-6-2024                                                                    | Port Vila                                                                    | Vanuatu                                                                      | 0 – 4                                                                        | Nuova Zelanda                                                                | Coppa d'Oceania 2024 - 1º turno                                              | -                                                                            | cap.                                                                         |
| 27-6-2024                                                                    | Port Vila                                                                    | Nuova Zelanda                                                                | 5 – 0                                                                        | Tahiti                                                                       | Coppa d'Oceania 2024 - Semifinale                                            | -                                                                            | cap.                                                                         |
| 30-6-2024                                                                    | Port Vila                                                                    | Nuova Zelanda                                                                | 3 – 0                                                                        | Vanuatu                                                                      | Coppa d'Oceania 2024 - Finale                                                | -                                                                            | cap.                                                                         |
| 7-9-2024                                                                     | Pasadena                                                                     | Messico                                                                      | 3 – 0                                                                        | Nuova Zelanda                                                                | Amichevole                                                                   | -                                                                            |                                                                              |
| 10-9-2024                                                                    | Cincinnati                                                                   | Stati Uniti                                                                  | 1 – 1                                                                        | Nuova Zelanda                                                                | Amichevole                                                                   | -                                                                            |                                                                              |
| 11-10-2024                                                                   | Port Vila                                                                    | Nuova Zelanda                                                                | 3 – 0                                                                        | Tahiti                                                                       | Qual. Mondiali 2026                                                          | -                                                                            | cap. 64’                                                                     |
| 14-10-2024                                                                   | Auckland                                                                     | Nuova Zelanda                                                                | 4 – 0                                                                        | Malaysia                                                                     | Amichevole                                                                   | -                                                                            | 69’                                                                          |
| 15-11-2024                                                                   | Hamilton                                                                     | Nuova Zelanda                                                                | 8 – 1                                                                        | Vanuatu                                                                      | Qual. Mondiali 2026                                                          | -                                                                            |                                                                              |
| 18-11-2024                                                                   | Auckland                                                                     | Samoa                                                                        | 0 – 8                                                                        | Nuova Zelanda                                                                | Qual. Mondiali 2026                                                          | -                                                                            | 64’                                                                          |
| 21-3-2025                                                                    | Wellington                                                                   | Nuova Zelanda                                                                | 7 – 0                                                                        | Figi                                                                         | Qual. Mondiali 2026                                                          | -                                                                            | 80’                                                                          |
| 24-3-2025                                                                    | Auckland                                                                     | Nuova Caledonia                                                              | 0 – 3                                                                        | Nuova Zelanda                                                                | Qual. Mondiali 2026                                                          | -                                                                            | 86’                                                                          |
| 7-6-2025                                                                     | Toronto                                                                      | Nuova Zelanda                                                                | 1 – 0                                                                        | Costa d'Avorio                                                               | Amichevole                                                                   | -                                                                            | cap.                                                                         |
| 10-6-2025                                                                    | Toronto                                                                      | Nuova Zelanda                                                                | 1 – 2                                                                        | Ucraina                                                                      | Amichevole                                                                   | -                                                                            | cap.                                                                         |
| Totale                                                                       |                                                                              | Presenze                                                                     | 35                                                                           |                                                                              | Reti                                                                         | 1                                                                            |                                                                              |

## Palmarès

### Nazionale
- Coppa d'Oceania: 1

Figi e Vanuatu 2024

### Individuale
- Miglior giocatore della Coppa delle nazioni oceaniane: 1

2024